# Great Paul

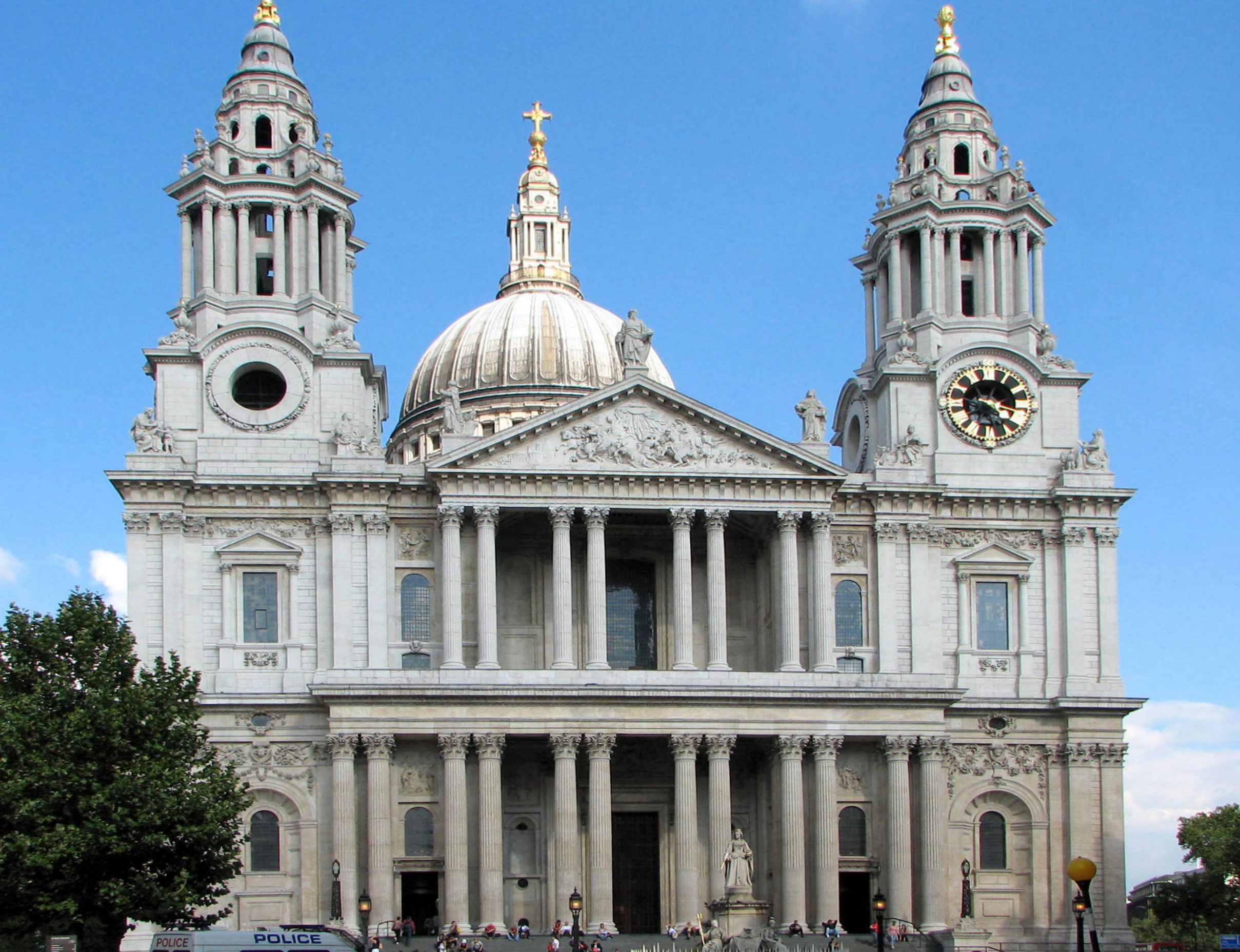
Sankt Pauls-katedralens västfasad. Great Paul hänger i det sydvästra tornet till höger

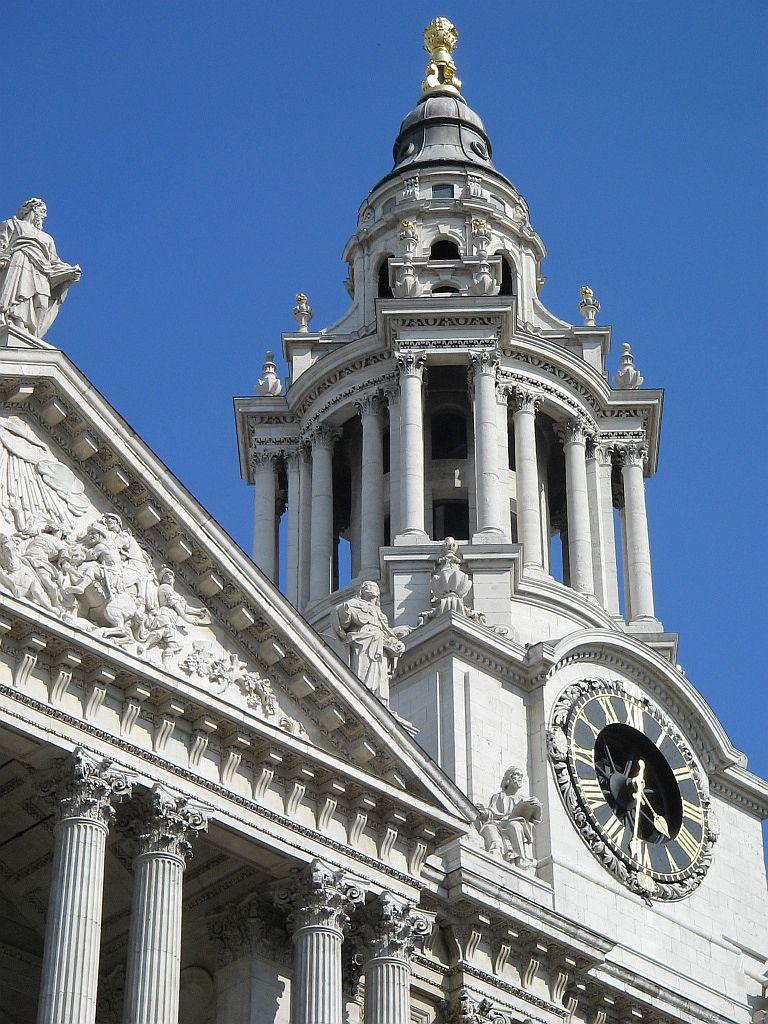
Närbild på det sydvästra tornet

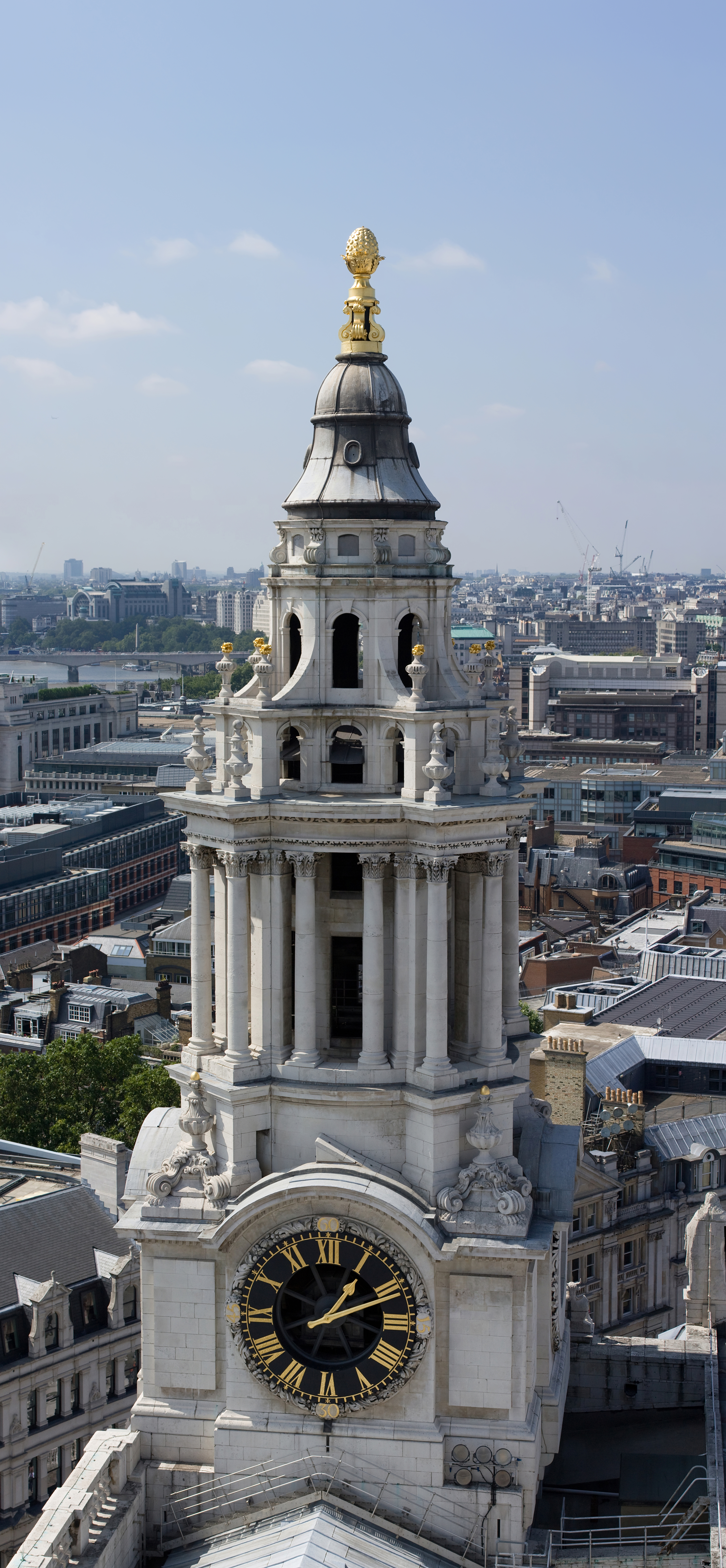
Sydvästra tornet från katedralens kupol

Great Paul (”Stora Paul-klockan”, namngiven efter katedralen och dess skyddshelgon Sankt Paul) är den största kyrkklockan i Sankt Pauls-katedralen i London. Den är samtidigt Storbritanniens största klocka och den största klockan på de brittiska öarna. Den ringer klockan 13.00 varje dag (middagsringning).

## Beskrivning

### Upphängningsplats, klockgjuteri, gjutningsår med mera
Great Paul hänger i Sankt Pauls-katedralens sydvästra torn och göts 1881 av klockgjuteriet Taylor i Loughborough.
När katedralens tornur installerades i sydtornet 1891 fick klockan flyttas upp i tornet och den får precis plats i det ganska trånga utrymmet ovanför tornuret.
När klockan göts kunde den inte stämmas eftersom klockstämningsmaskinerna var för små under denna tid. Klockstämningsmaskiner är svarvmaskiner, med vilka den nedersta delen av klockan, slagringen (se Kyrkklocka), svarvas till dess man uppnått önskvärd ton. Därför är klockan en så kallad "jungfruklocka", den har den ton den fick efter gjutningen.

### Viktuppgifter
Great Paul väger enligt en av källorna 17,0 ton (37483 skålpund = 17002,0 kg). Enligt andra uppgifter väger den 16,5 engelska long ton. Omräknat till metersystemet blir det 16764,774 kg, det vill säga 16,76 ton. Enligt en tredje uppgift uppgift väger den 17001 kg, 17 ton.
Enligt den senare källan och enligt en annan källa i andra engelska mått, i hundredweights, skålpund (pund) och uns (ounces), väger den 334-2-19, vilket omräknat till metersystemet sammanlagt blir 16969,4292 kg, det vill säga 16,97 ton. Den väger alltså åtminstone nära 17 ton.

### Ringning med hävstänger och rep. Motbalanserande kläpp
Ursprungligen installerades klockan för att kunna ringas med hävstänger, men fick 1891 istället en counterbalanced clapper ”motbalanserande kläpp” och en vinklad klockstock (vinkelaxel, se kyrkklocka) för att ringas på vanligt sätt med rep långsamt fram och tillbaka (inte vanlig engelsk växelringning, även om den motbalanserande kläppen är en sak som ingår i engelsk växelringning).
Motbalanserad kläpp innebär att kläppen inne i klockan har ett längre fäste ganska långt ner på kläppen inifrån klockans botten. Dessutom har kläppen en tyngd längst in i klockan bakom fästet. Detta gör att kläppens tyngdpunkt flyttas så att den alltid slår åt det håll som klockan svänger åt och dessutom gör att kläppen förflyttas långsammare och gör att klockan uppfattas som långsam (se exempel på hur detta går till i Youtube-videon till klockan Hosanna i artikeln De största klockorna i Storbritannien, vilken också har en motbalanserande kläpp). I Sverige finns också flera klockor med motbalanserad kläpp, bland annat de 2 största klockorna i Uppsala Domkyrka.
1971 försågs klockan med två hjul och två elektriska motorer, så att klockan kan ringas med dessa motorer istället. Arbetet utfördes av firman Breviet-Mamias i Gagny, Frankrike (genom John Taylor på Taylors klockgjuteri).

### Andra klockor i Sankt Paulskatedralen
Sydtornet innehåller även timklockan Great Tom (finns uppgifter om i Storbritanniens största klockor).
Nordöstra tornet har en ring av 12 klockor för engelsk växelringning installerad i slutet av 1800-talet liksom Great Paul, samt en äldre gudstjänstklocka kallad the Banger.